# Panorpa ochraceopennis
Panorpa ochraceopennis är en näbbsländeart som beskrevs av Tsutome Miyake 1910. 
Panorpa ochraceopennis ingår i släktet Panorpa och familjen skorpionsländor. Inga underarter finns listade i Catalogue of Life.